# 石川成章 (地質学者)
石川 成章（いしかわ せいしょう、1872年7月26日（明治5年6月21日）- 1945年（昭和20年）9月6日）は、日本の地質学者。晩年は真宗大谷派参事を務めた。

## 経歴
愛知県碧海郡下中嶋村（現：岡崎市中島町字本町）の浄光寺で石川嶺観の四男として生まれる。浄土真宗三河教校に学ぶ。1896年（明治29年）7月に東京帝国大学理科大学地質学科に入学。1899年（明治32年）7月、同大学を卒業。
同年9月、東京真宗中学校講師に就任。それからのち東京高等師範学校、陸軍中央幼年学校、早稲田大学などで教鞭を執った。
1907年（明治40年）6月、鉱務技師として福岡県鉱山監督局に赴く。1917年（大正6年）12月、京都帝国大学工学部ならびに理学部の講師を嘱託される。
講師を続けるかたわら、旧制中学校の地質学の教科書を中心に多くの書物を執筆し、後進の育成に努めた。また、宗教・漢詩文の方面でも活躍した。著作の主なものとしては『鉱物界』『鉱物界教授指針』『中学鉱物界』『地文学教科書』『地球発達史』『地文学講義』『地学教程』『地文地質学要解』『宇宙の黙示』『自然の妙趣』『自然科学と仏教』などが挙げられる。
京都にいる頃、1931年（昭和6年）1月に京都地方裁判所調停員を嘱託されている。
晩年は郷里岡崎市の浄光寺に帰り、真宗大谷派参事の職に就いた。号を簡堂といった。1945年（昭和20年）9月6日に他界。享年73。

## 栄典
- 1900年（明治33年）3月 - 従七位[5]
- 1902年（明治35年）4月 - 正七位[6]
- 1905年（明治38年）8月 - 従六位[6]
- 1906年（明治39年）4月 - 勲五等瑞宝章、明治三十七八年従軍記章[6]
- 1908年（明治41年）10月 - 正六位[6]
- 1913年（大正2年）6月 - 勲四等瑞宝章[6]
- 1913年（大正2年）11月 - 従五位
- 1916年（大正5年）5月 - 正五位